# Гори (Нижньогородська область)
Гори (рос. Горы) — присілок в Вачському районі Нижньогородської області Російської Федерації.
Населення становить 23 особи. Входить до складу муніципального утворення Арефинська сільрада.

## Історія
Від 2009 року входить до складу муніципального утворення Арефинська сільрада.

## Населення
| 1859 | 1905 | 1926 | 1999 | 2002 | 2010 |
| ---- | ---- | ---- | ---- | ---- | ---- |
| 321  | ↗398 | ↗513 | ↘38  | ↘28  | ↘23  |